# Клочківка
Кло́чківка — село в Україні, у Березівській сільській громаді Шосткинського району Сумської області. Населення становить 92 осіб.

## Населення

### Мова
Розподіл населення за рідною мовою за даними перепису 2001 року:
| Мова       | Кількість | Відсоток |
| ---------- | --------- | -------- |
| українська | 91        | 98.91%   |
| російська  | 1         | 1.09%    |
| Усього     | 92        | 100%     |

## Географія
Село Клочківка розташоване на відстані 2 км від сіл Горіле та Попівщина.
По селу тече струмок, що пересихає із загатою.
Поруч пролягає автомобільний шлях М02 (E101).

## Історія
12 червня 2020 року, відповідно до розпорядження Кабінету Міністрів України № 723-р «Про визначення адміністративних центрів та затвердження територій територіальних громад Сумської області», село увійшло до складу Березівської сільської громади.
19 липня 2020 року, в результаті адміністративно-територіальної реформи та ліквідації Глухівського району, село увійшло до складу новоутвореного Шосткинського району.

#### Російське вторгнення в Україну (з 2022)
26 серпня 2024 року російські загарбники продовжували обстрілювати прикордонні території Сумської області. Зокрема в селі зафіксовано 3 вибухи, ймовірно КАБ.